# لوزن
لوزُن (به ایتالیایی: Luson) یک کومونه در ایتالیا است که در تیرول جنوبی واقع شده‌است. لوزن ۷۴٫۲ کیلومتر مربع مساحت و ۱٬۵۴۳ نفر جمعیت دارد و ۹۶۲ متر بالاتر از سطح دریا واقع شده‌است.